# استنلی (فیلم ۱۹۸۴)
«استنلی» (انگلیسی: Stanley (1984 film)) یک فیلم است که در سال ۱۹۸۴ منتشر شد.